# Neudorff (Unternehmen)
Die W. Neudorff GmbH KG mit Sitz in Emmerthal, Niedersachsen, ist ein Hersteller von Pflanzenpflege- und Pflanzenschutzmitteln sowie Bioziden. Standorte des Unternehmens sind Emmerthal, Aerzen, Bielefeld und Lüneburg.

## Geschichte
Die chemische Fabrik W. Neudorff GmbH KG wurde 1854 in Königsberg im damaligen Preußen gegründet. Sie war eine der ersten deutschen Firmen, die Pflanzenschutzmittel und Tierpflegeprodukte herstellte. Firmengründer war Wilhelm Neudorff, ein Färber mit besonderem Interesse an der Chemie. Er entwickelte ein Sortiment verschiedener Badezusätze, Tinkturen, Salben und Kosmetika.
Im Jahre 1903 wurde die Firma nach Wuppertal verlegt und baute dort das Sortiment an chemisch-pharmazeutischen Produkten weiter aus. Mitte der 1930er Jahre wurden Pflanzenschutz-, Schädlingsbekämpfungs- und Tierpflegemittel produziert.
Im Jahr 1959 kaufte Rudolf Lohmann die Firma und verlegte ihren Standort nach Emmerthal.

## Forschung
Neudorff besitzt eine firmeneigene Forschungsabteilung, die vor der Zulassung nach Pflanzenschutzgesetz neue Produkte prüft. Die Firma hält viele Zulassungen für Produkte und ist damit in weiten Teilen unabhängig von anderen Unternehmen. Einige Produkte, wie das auch im ökologischen Landbau zugelassene Ferramol Schneckenkorn, sind patentiert.

## Produkte
Schwerpunkte sind umweltschonende Pflanzenschutzmittel natürlichen Ursprungs ebenso wie organische Dünger, torffreie Erden, Mittel und Geräte zur Kompostierung, Produkte zur Pflanzenstärkung und zur Bodenverbesserung, Nützlinge, Nisthilfen für nützliche Tiere im Garten sowie die naturgemäße Teichpflege und die umweltschonende Reinigung von Oberflächen.
Zu dem Verwaltungs- und Produktionssitz in Emmerthal gehört eine Produktionsstätte in Lüneburg, in der seit 1987 vor allem die organischen Festdünger produziert werden.

## Nachhaltigkeit und Umweltschutz
Das Unternehmen gestaltet die Produktion und seine Verwaltung möglichst nachhaltig. Außerdem sponsert die Firma Organisationen, die sich für den Umweltschutz oder sozial engagieren, wie Tropica Verde e.V. zum Schutz des Regenwaldes oder Schulgartenprojekte in Deutschland und im afrikanischen Mali. Das Unternehmen erhielt dafür am 26. November 2012 den Wirtschaftspreis des Wirtschaftskreises Hannover.